# Monooleato de sorbitano
O monooleato de sorbitano ou span 80 é um insumo químico da classe dos ésteres de ácidos graxos. Geralmente, atua como um agente dispersante para líquidos insolúveis em outros líquidos lipofílicos. Comumente, o monooleato de sorbitano é usado como agente de molhabilidade; em outros casos, atua como um importante elemento para homogeneização de ingredientes aquosos e oleosos e até pode atuar como uma película protetora para redução da perda de água.
A partir dessas características apresentadas, o monooleato de sorbitano concentra princípios que podem ser utilizados nos mais diversos tipos de segmentos, desde produtos de beleza e higiene, como aditivos para polímeros e até mesmo como componente de produtos alimentícios.

## Possíveis aplicações
Uma possibilidade de uso desse aditivo polimérico é para a criação de uma película anti-fog para a viseira de face shields, a fim de evitar que as mesmas embacem durante seu uso. Prova disso, são os resultados obtidos por Gutiérrez, Martínez e Sierra (2011), a respeito da tensão superficial que foram obtidas para o filme polimérico com Span 80 a 1%, em que foi possível observar uma maior tensão superficial, isso devido a uma maior presença do Span 80 na superfície do filme polimérico ou talvez ocasionado pela eficiência anti-embaçamento deste aditivo.